# 易買得
易买得（韓語：이마트），或稱E-mart，是韓國一家食品零售商，它于1993年11月12日由新世界集團創辦，首家門市位於首爾道峰區。
易買得是首間進軍中國的韓國零售商。 1997年2月1日，易買得在上海市開設了其位於中國的首家門店上海曲陽店。 2004年10月1日，易买得开设了网上商城。 2006年，韓國沃尔玛被易買得收購。 薩德事件發生後，2017年5月31日，新世界集團高層宣佈易買得在中國的6家店將陸續關閉。 同年9月，易買得將上海的5家賣場賣給正大集团，這標誌易買得正式退出中國。